# La Révélation (film, 2009)
Cet article concerne le film d'Hans-Christian Schmid. Pour le film d'Alain Lavalle, voir La Révélation.
Pour les articles homonymes, voir La Révélation.
Pour plus de détails, voir Fiche technique et Distribution.
La Révélation (Sturm) est un film allemand, réalisé par Hans-Christian Schmid en 2009.

## Synopsis
2009, Tribunal Pénal International de La Haye.
Goran Duric, en passe d'accéder à la présidence serbe, comparaît pour Crimes contre l'Humanité. La Procureure Hannah Maynard, discréditée par les déclarations mensongères de son unique témoin, se rend compte que Mira, la sœur de ce dernier, connaît bien mieux l'accusé qu'elle ne veut l'avouer... Malgré les risques encourus pour sa vie, Mira cède aux pressions d'Hannah et décide de témoigner. Mais c'est sans compter sur les rouages politiques du Tribunal, auxquels leur nouvelle complicité se trouve bientôt confrontée...

## Fiche technique
- Titre : La Révélation
- Réalisation : Hans-Christian Schmid
- Scénario : Bernd Lange (de), Hans-Christian Schmid
- Musique originale : The Notwist
- Photographie : Bogumil Godfrejow
- Maquillage : Heike Merker
- Société de distribution : EuropaCorp Distribution (France)
- Date de sortie : 17 mars 2010 en France
- Durée : 103 minutes

## Distribution
- Kerry Fox : Hannah Maynard, procureur au TPI de La Haye
- Anamaria Marinca : Mira Arendt, la sœur du témoin
- Stephen Dillane : Keith Haywood
- Rolf Lassgård : Jonas Dahlberg, le collègue amant de Hannah
- Alexander Fehling : Patrick Färber, le jeune assistant de Hannah
- Kresimir Mikic : Alen Hajdarević, le témoin
- Tarik Filipović : Mladen Banović
- Steven Scharf : Jan Arendt, le mari allemand de Hannah
- Joel Eisenblätter : Simon Arendt, le fils de Hannah et Jan
- Wine Dierickx : June Svensson, qui prend en charge des témoins
- Jadranka Đokić : Belma Šulić

## Autour du film
- La sortie du film coïncide avec la reprise du procès de Radovan Karadžić, l'ancien président de la République Sprska de Bosnie-Herzégovine, accusé de génocide et crimes contre l'humanité, au Tribunal Pénal International de La Haye, le 1er mars 2010.
- Florence Hartmann, ex-porte-parole de la procureur Carla Del Ponte au Tribunal pénal international pour l'ex-Yougoslavie, a été conseillère technique sur le scénario du film.
- Le film, soutenu par les salles Art et Essai, a reçu l'appui de nombreuses personnalités politiques : il a ainsi été présenté le 20 janvier 2010 en avant-première par Bernard Kouchner au Ministère des Affaires Étrangères et Européennes, et a été présenté le 3 mars par Daniel Cohn-Bendit lors d'une projection exceptionnelle à l'UGC des Halles.